# Juan Martos
Juan Martos Nomen (San Adrián del Besós, Barcelona, 15 de junio de 1939), es un ex baloncestista español.

## Trayectoria
Nacido en  San Adrián de Besós, Barcelona el 15 de junio de 1939, de pequeño se traslada con su familia a Montgat, donde se inicia con 13 años en el mundo del baloncesto en el UE Montgat. Juega durante 2 años en el primer equipo del Montgat, y después de jugar los Juegos Olímpicos del año 1960 con España, ficha por el Picadero Jockey Club, jugando 5 temporadas y ganando la Copa  en el año 1964. Después jugaría en el Hospitalet y el FC Barcelona, y maltrecho por diversas lesiones en las rodillas, se retira con 28 años. Volvería a jugar al baloncesto en El Bosco en Menorca, ciudad donde se instalaría.

## Internacionalidades
Fue internacional con España en 28 ocasiones, participando en los siguientes eventos:
- Eurobasket 1961: 13 posición.
- Juegos Olímpicos 1960: 14 posición.